# ارکیده گوش‌ماهی
ارکیده گوش‌ماهی  (نام علمی: Prosthechea cochleata)، (به انگلیسی: Cockleshell Orchid)، نام یکی از گونه‌های ثعلبیان است. این گیاه به عنوان ارکیده سیاه نیز شناخته می‌شود. این گیاه آمریکای مرکزی و در کشورهای منطقه کارائیب، کلمبیا، ونزوئلا و جنوب فلوریدا به‌طور طبیعی می‌روید.
ارکیده گوش‌ماهی گل ملی کشور بلیز است.